# Étoile de Bessèges 1989
L'Étoile de Bessèges 1989, diciannovesima edizione della corsa, si svolse dal 9 al 12 febbraio su un percorso di 557 km ripartiti in 4 tappe. Fu vinta dal belga Étienne De Wilde della Histor-Sigma davanti all'olandese Teun van Vliet e all'olandese Frans Maassen.

## Tappe
| Tappa  | Data        | Percorso             | km  | Vincitore di tappa | Leader cl. generale |
| ------ | ----------- | -------------------- | --- | ------------------ | ------------------- |
| 1ª     | 9 febbraio  | Aramon > Aramon      | 140 | Étienne De Wilde   | Étienne De Wilde    |
| 2ª     | 10 febbraio | Sète > Sète          | 143 | Wim Arras          | Étienne De Wilde    |
| 3ª     | 11 febbraio | Lunel > Lunel        | 133 | Étienne De Wilde   | Étienne De Wilde    |
| 4ª     | 12 febbraio | Gagnières > Bessèges | 141 | Étienne De Wilde   | Étienne De Wilde    |
| Totale | Totale      | Totale               | 557 |                    |                     |

## Dettagli delle tappe

### 1ª tappa
- 9 febbraio: Aramon > Aramon – 140 km

| Pos. | Corridore        | Squadra      | Tempo    |
| ---- | ---------------- | ------------ | -------- |
| 1    | Étienne De Wilde | Histor-Sigma | 3h12'32" |
| 2    | Marcel Arntz     | Caja Rural   | s.t.     |
| 3    | Othmar Häfliger  | Helvetia     | s.t.     |

| Pos. | Corridore        | Squadra      | Tempo |
| ---- | ---------------- | ------------ | ----- |
| 1    | Étienne De Wilde | Histor-Sigma |       |

### 2ª tappa
- 10 febbraio: Sète > Sète – 143 km

| Pos. | Corridore      | Squadra   | Tempo    |
| ---- | -------------- | --------- | -------- |
| 1    | Wim Arras      | Lotto     | 3h33'40" |
| 2    | Henri Manders  | Helvetia  | s.t.     |
| 3    | Teun van Vliet | Panasonic | s.t.     |

| Pos. | Corridore        | Squadra      | Tempo |
| ---- | ---------------- | ------------ | ----- |
| 1    | Étienne De Wilde | Histor-Sigma |       |

### 3ª tappa
- 11 febbraio: Lunel > Lunel – 133 km

| Pos. | Corridore        | Squadra      | Tempo    |
| ---- | ---------------- | ------------ | -------- |
| 1    | Étienne De Wilde | Histor-Sigma | 2h58'16" |
| 2    | Marcel Arntz     | Caja Rural   | a 1"     |
| 3    | Henri Manders    | Helvetia     | s.t.     |

| Pos. | Corridore        | Squadra      | Tempo |
| ---- | ---------------- | ------------ | ----- |
| 1    | Étienne De Wilde | Histor-Sigma |       |

### 4ª tappa
- 12 febbraio: Gagnières > Bessèges – 141 km

| Pos. | Corridore        | Squadra      | Tempo    |
| ---- | ---------------- | ------------ | -------- |
| 1    | Étienne De Wilde | Histor-Sigma | 3h29'05" |
| 2    | Teun van Vliet   | Panasonic    | s.t.     |
| 3    | Frans Maassen    | Superconfex  | s.t.     |

| Pos. | Corridore        | Squadra      | Tempo |
| ---- | ---------------- | ------------ | ----- |
| 1    | Étienne De Wilde | Histor-Sigma |       |
| 2    | Teun van Vliet   | Panasonic    |       |
| 3    | Frans Maassen    | Superconfex  |       |

## Classifiche finali

### Classifica generale
| Pos. | Corridore           | Squadra              | Tempo |
| ---- | ------------------- | -------------------- | ----- |
| 1    | Étienne De Wilde    | Histor-Sigma         |       |
| 2    | Teun van Vliet      | Panasonic-Isostar    |       |
| 3    | Frans Maassen       | Superconfex-Yoko     |       |
| 4    | Stephen Hodge       | Caja Rural-Paternina |       |
| 5    | Jean-Claude Colotti | R.M.O.               |       |
| 6    | Christian Chaubet   | Fagor-MBK            |       |
| 7    | Fabian Fuchs        | Superconfex-Yoko     |       |
| 8    | Éric Caritoux       | R.M.O.               |       |
| 9    | Dominique Arnould   | Toshiba              |       |
| 10   | Guido Winterberg    | Helvetia- La Suisse  |       |